# Dil Se
Pour plus de détails, voir Fiche technique et Distribution.
Dil Se (दिल से) est un thriller romantique indien, écrit, produit et réalisé par Mani Ratnam, sorti en 1998. Il est le troisième volet de la « trilogie du terrorisme », après Roja et Bombay.
Il rencontre un immense succès à l'étranger, particulièrement aux États-Unis et au Royaume-Uni, devenant le premier film indien à entrer dans le top 10 au box-office anglais. Il remporte de nombreuses récompenses, notamment six Filmfare Awards.

## Synopsis
À l'occasion du 50e anniversaire de l'indépendance de l'Inde, Amarkanth Varma, journaliste d'All India Radio, est envoyé dans les territoires frontaliers pour interroger les populations locales sur l’évolution de leurs conditions de vie. Pendant son trajet, il fait la connaissance d’une femme mystérieuse qui dit s'appeler Meghna. Le temps d'un voyage au Ladakh, en compagnie d'exilés, ils se perdent de vue. Amar décide de rentrer à New Delhi où il s'apprête à épouser Preeti Nair, jeune femme moderne et délurée choisie par sa famille. Quand Meghna resurgit, Amar sent qu'elle porte un lourd secret qui l'empêche de l'aimer comme il l'aime. En effet, Meghna a une mission à accomplir : elle fait partie d’un groupe de terroristes et prépare un attentat à Delhi. Habitée par sa mission, elle est également attirée par une autre vie, par l'envie d'être une jeune femme amoureuse. Amar découvre enfin son secret et cherche à empêcher le pire. La course contre la montre commence.

## Fiche technique
Sauf indication contraire, les informations mentionnées dans cette section peuvent être confirmées par la base de données cinématographiques IMDb,  présente dans la section « Liens externes ».
- Titre : दिल से (Dil Se)
- Titre français : De tout cœur
- Réalisation et scénario : Mani Ratnam
- Dialogues : Tigmanshu Dhulia, Sujatha
- Direction artistique : Sameer Chanda
- Décors : Sameer Chanda
- Costumes : Pia Benegal, Shabina Khan
- Photographie : Santosh Sivan
- Montage : Suresh Urs
- Musique : A.R. Rahman
- Production : Bharat Shah, Mani Ratnam, Ram Gopal Varma, Shekhar Kapur, G. Srinivasan
- Sociétés de production : India Talkies, Madras Talkies
- Sociétés de distribution : Rapid Eye Movies, Eros International
- Budget de production : 120 000 000 ₹
- Pays d'origine :  Inde
- Langues : Hindi, assamais, ourdou, tamoul, télougou
- Format : Couleurs - 2,35:1 - DTS / Dolby Digital / SDDS - 35 mm
- Genre : Action, drame, musical, romance, thriller
- Durée : 151 minutes (2 h 31)
- Dates de sorties :
  -  Inde : 21 août 1998
  -  France : 23 février 2005 (diffusion télévisée sur Arte, en VOSTF[3])

## Distribution
- Shahrukh Khan : Amarkant « Amar » Varma
- Manisha Koirala : Moina/Meghna
- Zohra Sehgal : Abuela, la grand-mère d'Amar
- Gautam Bhora : le chef terroriste
- Sabyasachi Chakrabarty : un terroriste
- Aditya Srivastava : un terroriste
- Mita Vashisht : Mita
- Sanjay Mishra : un terroriste
- Anupam Shyam : un terroriste
- Ken Philip : un terroriste
- Krisn Kant : Kim
- Manjit Bawa : un terroriste
- Priya Parulekar : Moina, enfant
- Preity Zinta : Preeti Nair
- Malaika Arora : la danseuse dans la chanson Chaiyya Chaiyya
- Vanitha Malik : l'enseignante
- Raghuvir Yadav : Shukla
- R. K. Nair : le père de Preeti
- Alka : la mère de Preeti
- Avtar Sahani : le général de l'armée
- Lakshmi Rattan : l'officier de l'armée Hazarika
- Sheeba Chaddha : la mère d'Amar
- Gajraj Rao : l'agent d'enquête du CBI
- Sunil Kumar Agarwal : l'agent d'enquête du CBI
- Kishan Bhatia : l'agent d'enquête du CBI
- Raja Sharma : l'agent d'enquête du CBI

## Production

### Lieux de tournage
Le film a été tourné sur une période de 55 jours dans la région du Cachemire. Certaines scènes ont été tournées dans les états d'Assam, d'Himachal Pradesh et Kerala, dans les villes de Leh et New Delhi, et en Bhoutan. Depuis, Dil Se est réputé pour la beauté visuelle de ses scènes tournées dans les décors naturels de montagnes du Cachemire.
La chanson Chaiyya Chaiyya a été tournée sur le dessus du train Nilgiri Express, en route pour les villes d'Ooty, de Coonoor et Kotagiri. Les scènes de voyage furent tournées près du monastère d'Alchi, pendant le festival du Sindhu Darshan à Leh. Satrangi Re, la plus longue chanson du film, avec le duo principal, a été prise près du monastère de Thikse, ainsi que dans le mystique monastère de Basgo en ruines et au lac Pangong, proche de Pangong Tso au Ladakh. Jiya Jale a été tourné près d'Athirappilly Falls, des backwaters, du parc national de Periyar, et du fleuve Periyar, dans le Kerala. Plusieurs séquences d'action, chorégraphiées par Allan Amin ont été prises près de Connaught Place, de Rajpath et de Old Delhi.

## Autour du film

### Anecdotes
- Dil Se fut le premier film indien à entrer dans le top 10 au box-office anglais.
- Simran Bagga était pressentie pour interpréter Preeti Nair, mais ce fut Preity Zinta qui obtint ce rôle.
- Dil Se a été programmé en France lors de la retrospective du Centre Pompidou Vous avez dit Bollywood! en mars 2004 en présence de Manisha Koirala qui a quasiment été ignorée du public[5]. Arte a également diffusé Dil Se sous le nom De tout cœur, le 23 février 2005.
- Sur la scène chorégraphiée Chaiyya Chaiyya, Shahrukh Khan et la troupe de danseurs ne portaient pas de harnais de sécurité alors qu'ils dansent sur le toit d'un train en mouvement.
- La mannequin Malaika Arora fait une apparition pour la chanson Chaiyya Chaiyya.
- C'est après avoir vu Dil Se que Baz Luhrmann décida de tourner sa comédie musicale Moulin Rouge.

## Thème
Dil Se se dit être un voyage à travers les sept nuances de l'amour qui sont définies dans l'ancienne littérature arabe. Ces nuances sont définies comme une attirance, un engouement, de l'amour, du respect, de l'adoration, de l'obsession et la mort. Le personnage joué par Shahrukh Khan passe à travers chaque étape au cours du film. Les auteurs Sangita Gopal et Sujata Moorti de Global Bollywood : Travels of Hindi Song and Dance ont également comparé la romance de Khan dans le film à la trajectoire de l'amour dans l'ancienne littérature arabe, estimant que les paroles de deux des chansons ont livré un "fatalisme apocalyptique".

## Bande originale
La bande originale du film contient cinq chansons et un remix, composées par A. R. Rahman, qui introduit pour la première fois des sons électroniques. La chanson Chaiyya Chaiyya rencontre un grand succès et a été présentée comme l'une des dix meilleures chansons de tous les temps selon un sondage international mené par BBC World Service. Elle a également été utilisée pour le générique du film d'Inside Man : L'Homme de l'intérieur, dans la comédie musicale Bombay Dreams et dans les séries Dossier Smith et Les Experts : Miami.
L'album a été vendu à 6 millions d'exemplaires à son actif. Il remporte de nombreux prix, notamment un Zee Cine Awards et trois Filmfare Awards.
Albums de A.R. Rahman
Jeans
(1997) Earth
(1998)
Dans les années 2000, l'album atteint la 46e place des 100 meilleurs bandes originales de Bollywood par Planet Bollywood.
Version hindi (Dil Se)
| No | Titre                 | Interprètes                     | Durée |
| -- | --------------------- | ------------------------------- | ----- |
| 1. | Chaiyya Chaiyya       | Sukhwinder Singh, Sapna Awasthi | 6:54  |
| 2. | Jiya Jale             | Lata Mangeshkar, M.G. Sreekumar | 5:07  |
| 3. | Dil Se Re             | A.R. Rahman                     | 6:44  |
| 4. | E Ajnabi              | Udit Narayan, Mahalaxmi Iyer    | 5:48  |
| 5. | Thayya Thayya (Remix) | Sukhwinder Singh                | 4:35  |
| 6. | Satrangi Re           | Sonu Nigam                      | 7:25  |

Version tamoule (Uyire)
| No | Titre                 | Interprètes                                       | Durée |
| -- | --------------------- | ------------------------------------------------- | ----- |
| 1. | Thaiyya Thaiyya       | Sukhwinder Singh, Palghat Sreeram, Malgudi Subha  | 6:55  |
| 2. | Nenjinile Nenjinile   | S. Janaki, M. G. Sreekumar, Chorus                | 5:09  |
| 3. | Sandhosha Kanneere    | A.R. Rahman, Anuradha Sriram, Anupama & Febi Mani | 6:42  |
| 4. | Poongkaatrilae        | Unni Menon, Swarnalatha                           | 5:45  |
| 5. | Thayya Thayya (Remix) | Hariharan, Srinivas, Malgudi Subha                | 4:19  |
| 6. | En Uyire              | Sujatha Mohan, Srinivas                           | 7:26  |

Version télougou (Prematho)
| No | Titre                   | Interprètes                                      | Durée |
| -- | ----------------------- | ------------------------------------------------ | ----- |
| 1. | Thaiyya Thaiyya         | Sukhwinder Singh, Malgudi Subha                  | 6:52  |
| 2. | Innalilla Leduley       | S. Janaki, M. G. Sreekumar, Chorus               | 5:06  |
| 3. | Ninnaeley               | A.R. Rahman, Anuradha Sriram, Anupama, Febi Mani | 6:37  |
| 4. | O Priyathamma           | Mano (en), Swarnalatha                           | 7:25  |
| 5. | Chaiyya Chaiyya (Remix) | Sukhwinder Singh                                 | 4:17  |
| 6. | Ooristhu Ooguthu        | Sujatha Mohan, Srinivas                          | 5:42  |

## Distinctions
| Date                  | Distinction                              | Catégorie                             | Nom                                     | Résultat   |
| --------------------- | ---------------------------------------- | ------------------------------------- | --------------------------------------- | ---------- |
| 10 au 21 février 1999 | Festival international du film de Berlin | Prix NETPAC                           | Mani Ratnam                             | Lauréat    |
| 21 février 1999       | Filmfare Awards                          | Meilleur espoir féminin               | Preity Zinta                            | Lauréat    |
| 21 février 1999       | Filmfare Awards                          | Meilleure direction musicale          | A. R. Rahman                            | Lauréat    |
| 21 février 1999       | Filmfare Awards                          | Meilleur parolier                     | Gulzar (pour Chaiyya Chaiyya)           | Lauréat    |
| 21 février 1999       | Filmfare Awards                          | Meilleur chanteur de play-back        | Sukhvinder Singh (pour Chaiyya Chaiyya) | Lauréat    |
| 21 février 1999       | Filmfare Awards                          | Meilleure chorégraphie                | Farah Khan (pour Chaiyya Chaiyya)       | Lauréat    |
| 21 février 1999       | Filmfare Awards                          | Meilleure photographie                | Santosh Sivan                           | Lauréat    |
| 21 février 1999       | Filmfare Awards                          | Meilleure actrice                     | Manisha Koirala                         | Nomination |
| 21 février 1999       | Filmfare Awards                          | Meilleure actrice dans un second rôle | Preity Zinta                            | Nomination |
| 27 février 1999       | Zee Cine Awards                          | Meilleur chanteur de play-back        | Sukhvinder Singh (pour Chaiyya Chaiyya) | Lauréat    |

### Sources et bibliographie

#### Ouvrages
- (en) Sangita Gopal, Sujata Moorti Global Bollywood: Travels of Hindi Song and Dance, University Of Minnesota Press, 2008, 352 p.  (ISBN 978-0816645794)